# Chemin de fer Charlevoix
Le chemin de fer Charlevoix est un chemin de fer d'intérêt local situé au Québec et qui appartient depuis 2009 au groupe Le Massif. D'une longueur de 148 km, il relie la ville de Québec à Clermont en passant par Sainte-Anne-de-Beaupré, Baie-Saint-Paul et La Malbaie.
Ce chemin de fer longe le fleuve Saint-Laurent et se compose d'une voie unique non électrifiée. Les principales marchandises transportées étaient l'argile, le bois d'œuvre, le ciment, les copeaux, le papier et le peroxyde. Depuis les années 2010, le chemin est exclusivement utilisé pour le transport de passagers, surtout des touristes, assuré par le Train de Charlevoix.

## Historique

### Premier tronçon

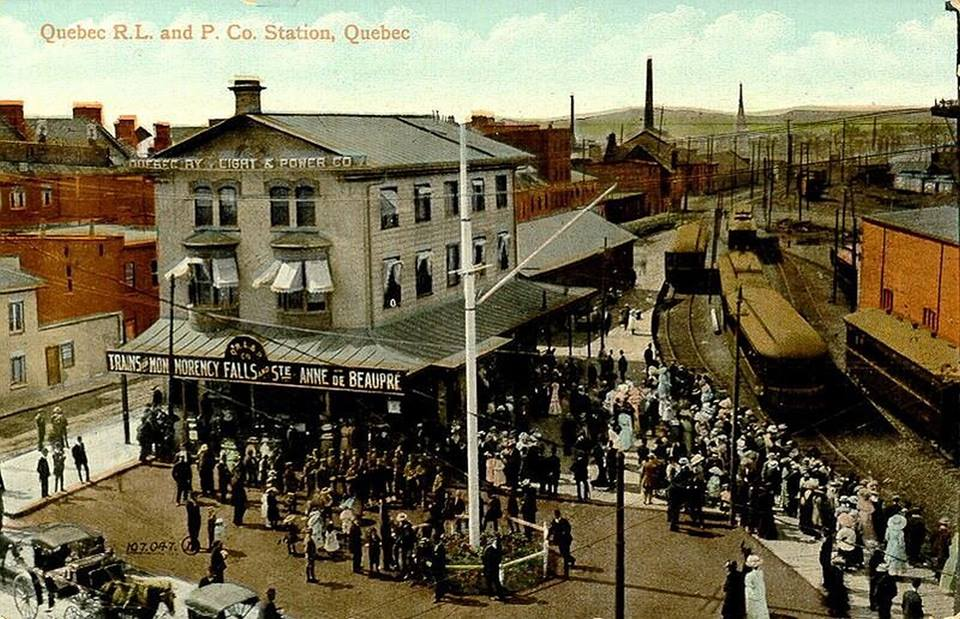
Terminus du chemin de fer à Québec, vers 1905.

Dès 1888, la ville de Québec est reliée au Saguenay par le Quebec and Lake St-John Railway, alors qu'un tel lien et le développement économique qu'il fait miroiter se font toujours attendre dans Charlevoix. Le gouvernement du Québec avait autorisé entre-temps la compagnie Quebec, Montmorency & Charlevoix Railway à construire une voie ferrée le long du fleuve Saint-Laurent en 1881.
Une première partie de la ligne, entre Hedleyville et Sainte-Anne-de-Beaupré, est bénie par le cardinal Taschereau le 14 août 1889. Elle est construite à l'époque pour le pèlerinage vers la basilique Sainte-Anne-de-Beaupré, ce qui en fait une ligne unique en son genre. Ce chemin de fer était d'ailleurs connu sous le nom de chemin de fer de la Bonne Sainte-Anne et constituait un facteur de développement pour des villages du nord-est de Québec tels que Limoilou, Beauport, Giffard et Montmorency. En 1894, année où le tronçon est étendu jusqu'à Saint-Joachim (près de Beaupré), 219 559 personnes ont été transportées. En 1899, la compagnie acquiert la Montmorency Electric Power Co et change de raison sociale et de nom pour Quebec Railway, Light & Power. L'hydroélectricité produite par la Chute Montmorency alimente ainsi ce chemin de fer à partir de 1910 (année de livraison des premières locomotives électriques) ainsi que le réseau de tramway de Québec jusqu'en 1948.

### Raccordement à La Malbaie et Clermont
Après plusieurs années de tergiversations, une autre compagnie, Quebec & Saguenay Railway commence en 1910 à raccorder le chemin de fer de Cap-Tourmente, situé près de Beaupré, à La Malbaie et Clermont. C'est à Rodolphe Forget, député fédéral de la région et fondateur de la Quebec & Saguenay qui l'avait promis à ses électeurs en 1904, que l'on doit la réalisation de ce projet. Cette partie a nécessité d'importants investissements à l'époque : on y trouve deux tunnels ainsi que 900 ponts et ponceaux, soit en moyenne, un à tous les 165 mètres. Le train atteint Petite-Rivière-Saint-François à l'automne 1917, Baie-Saint-Paul le 25 juillet 1918 et La Malbaie le 1er juillet 1919. Toujours en 1919, le service quotidien est interrompu, faute de trafic suffisant. La Quebec & Saguenay est vendue au gouvernement du Canada. En 1923, la station de Saint-Joachim est réaménagée de façon à permettre le transfert entre les deux lignes.

### Histoire récente

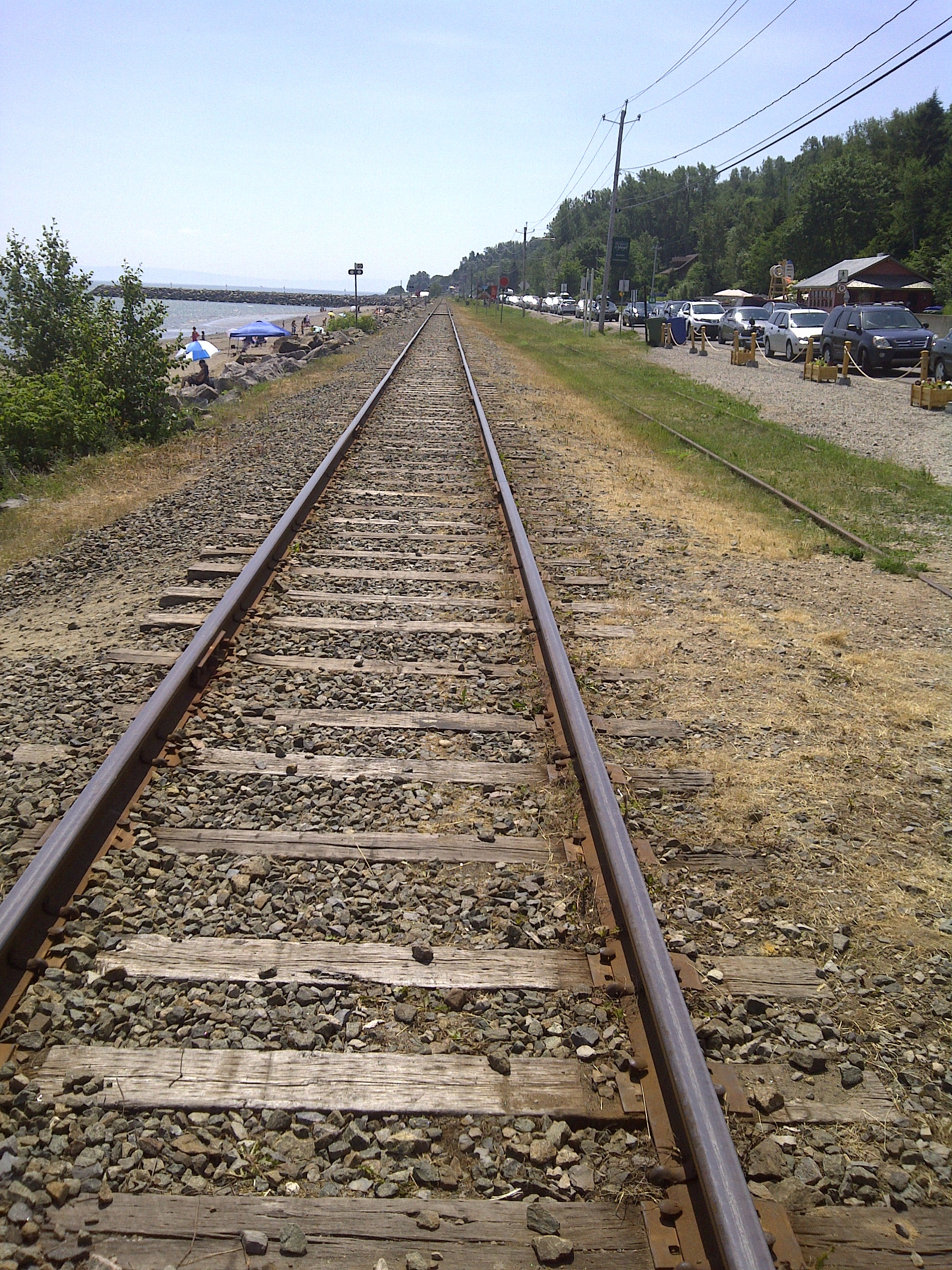
À Saint-Irenée, vue vers Québec.

En 1951, le Canadien National (CN) se porte acquéreur de la Quebec Railway, Light & Power pour la somme de 750 000$. En 1977, la compagnie met fin au service de passagers en raison de la compétition faite par la route 138. En 1993, le CN vend l'ensemble de la ligne à la Société des chemins de fer du Québec. Entre-temps, le transport de passagers avait repris en 1984, avec le train touristique du Tortillard du Saint-Laurent. Ses activités ont cessé en 1996, faute de viabilité. 
En 1996, une cour de transbordement de bois d'œuvre est aménagée à Clermont et est utilisée en quasi-totalité par des entreprises de transformation de la Côte-Nord. Des trains de marchandises continuent à rouler jusqu'en mai 2010 alors qu'Abitibi Bowater se replie sur le transport routier pour sa production de papier du moulin Clermont, d'autant plus qu'un un distributeur de gaz propane (Solugaz) déménage le gros de sa distribution du terminal de Clermont à celui de Québec, un trafic de 100 wagons-citernes par année.
En 2007, le groupe Le Massif, propriétaire de la station de ski Le Massif de Charlevoix, annonce la mise en service du Train de Charlevoix, un train touristique visant à amener des touristes en provenance de Québec vers la région de Charlevoix. Il entre en fonction en 2011, avec deux autorails série 628 allemands. Après un arrêt de ses activités en 2015, les opérations sont reprises par l'association commerciale Réseau Charlevoix, qui reçoit des subventions du secteur public,.
Le train de passagers Alstom LHB Coradia LINT alimenté par de l’hydrogène vert circulera à partir de juin 2023, pour une période d’essai de trois à quatre mois, en vertu d’un projet-pilote annoncé par le gouvernement Legault.

## Anciennes gares et arrêts anciens
Il s'agit des arrêts situés sur la subdivision originale du Quebec, Montmorency & Charlevoix Railway de la basse-ville de Québec jusqu'au Cap Tourmente à Saint-Joachim. Les gares sont en caractères gras.
- Rue Saint-Paul (Québec)
- Maufils
- Maizerets
- Mastaï Junction
- De Salaberry
- Du monument
- Giffard (Beauport)
- Everell
- Frontenac
- Lavigueur
- Village-Montmorency
- Montmorency-Est
- Montmorency Falls
- Boischatel
- Trudelle
- Rivière-du-fer
- L'Ange-Gardien
- Dufournel
- Orléans
- Petit-Pré
- Valin
- Rivière-Cazeau
- Lemoine
- Laverdière
- Château-Village
- Château-Richer
- Lefrançois
- La Visitation
- Rivière-aux-Chiens
- Casgrain
- Dumoulin
- Lapointe
- Sainte-Anne-de-Beaupré-Church (Basilique Sainte-Anne-de-Beaupré)
- Sainte-Anne-de-Beaupré
- Gagnon
- Beaupré
- Donohue
- Queylus
- Saint-Joachim
- Petite-Ferme
- Cap-Tourmente